# الركوبة (جازان)
الركوبة هي قرية في منطقة جازان، في جنوب غرب المملكة العربية السعودية.

## الموقع
تقع الركوبة شرق مدينة صامطة حاضرة محافظة صامطة التي تبعد حوالي 50 كم جنوب مدينة جازان.

## تاريخ
سكن القرية قبيلة المدخلي من بني شبيل الذي كانوا يعيشون في منطقة جازان قبل مئات السنين 

## المرافق

### التعليم
- مدرسة الركوبة الابتدائية[5]

- متوسطة الركوبة للبنين
- ثانوية الركوبة[6]

### الترفيه
- حديقة الركوبة.[7]

### المساجد
- مسجد التعاون
- مسجد إسماعيل بن أحمد مدخلي
- مسجد عبده أحمد طالبي
- مسجد الحمادية
- مسجد الشيخ جنادي مدخلي
- مسجد الشيخ علي أحمد طالبي
- مسجد الشيخ عواجي مهجري رحمه الله

## الرياضة
يمثل القرية فريق كرة القدم «أمل الركوبة» الذي فاز بأربعة بطولات لرابطة فرق الأحياء بالحد الجنوبي آخرها بطولة «الوحوش الرمضانية الأولى» وذلك بعد تغلبه على «أمجاد أبو حجر» في المباراة النهائية التي أقيمت على ملعب الحضرور في 13 يونيو 2019.

## مشاهير القرية
- الشيخ زيد محمد هادي مدخلي أحد أشهر علماء جازان.[9][10]